# 葉室光親
葉室光親（日语：／ Hamuro Mitsuchika，1176年—1221年8月12日），又稱
藤原光親（日语：／ Fujihara Mitsuchika），是日本平安時代末期至鎌倉時代的公卿，父親是權中納言藤原光雅。官位是正二位權中納言，在1928年11月10日追贈為從一位。

## 生涯
壽永2年（1183年），光親成為六位藏人不久後便升至從五位下，其後歷任豐前守、兵部權大輔、左衛門權佐和防鴨河使等職務。正治2年（1200年），光親就任右少辨，在建仁元年（1201年）升任權左少辨，並且兼任五位藏人。元久元年（1204年），光親兼任左衛門權佐，成為三事兼帶。建永元年（1206年），光親在歷任藏人頭和右大辨後，於承元2年（1208年）升任從三位參議，位列公卿。
其後的建曆元年（1211年），光親再升任至正三位權中納言，但是在建保2年（1214年）辭任。建保4年（1216年）正月，光親再度復任權中納言，但是在同年6月再度辭任，其後於建保5年（1217年）升至正二位。另外，在這段期間，光親作為議政官同時兼任右兵衛督、檢非違使別當和按察使。與此同時，光親作為後鳥羽院的側近，分別擔任年預別當、順德天皇的執事、近衛家實、藤原麗子的家司等職務。
承久3年（1221年），承久之亂爆發，光親作為後鳥羽院的院司草擬了討伐北條義時的院宣，為後鳥羽上皇方的中心人物。然而，光親對於後鳥羽上皇缺乏考量的倒幕計劃，曾經多次進諫，但未獲接納。
光親為人清廉且純潔，當得知被抓的同僚坊門忠信得以保命時，打從心底替其高興。戰後，光親作為上皇身邊的奸人而被捕，並且處死於甲斐國加古坂（現山梨縣南都留郡），享年46歲。光親在死前出家，號西親，武田信光斬首。
北條泰時在光親死後發現他向上皇進諫的文書後，對處死光親感到非常後悔。
光親著有《中都記》乃至《心言記》等日記，但是由於年代久遠，保存狀態不佳。在封建社會的道德觀中，光親是一名忠臣。